# Ihor
Ihor is een jongensvoornaam van Oekraïense oorsprong.

## Bekende naamdragers
- Ihor Bilanov, is een Oekraïense voetballer
- Ihor Charatin, is een Oekraïens voetballer
- Ihor Voronkov, is een Oekraïense voetballer
- Ihor Plastoen, is een Oekraïense voetballer
- Ihor Matviyenko, is een Oekraïens zeiler.
- Ihor Borysyk, is een Oekraïense zwemmer.
- Ihor Makarov, is een Oekraïens voormalig Wit-Russisch judoka.
- Ihor Pintsjoek, is een Oekraïens voormalig professioneel basketbalspeler
- Ihor Skoez, is een Oekraïens autocoureur.